# Březí (district de Břeclav)
Pour les articles homonymes, voir Březí.
Březí (en allemand : Bratelsbrunn) est une commune du district de Břeclav, dans la région de Moravie-du-Sud, en République tchèque. Sa population s'élevait à 1 657 habitants en 2020.

## Géographie
Březí se trouve à la frontière autrichienne, à 25 km au nord-ouest de Břeclav, à 42 km au sud de Brno et à 209 km au sud-est de Prague.
La commune est limitée au nord par Dolní Dunajovice et Bavory, à l'est par Mikulov, au sud par l'Autriche et à l'ouest par Dobré Pole.

## Histoire
La première mention écrite de la localité date de 1310.